# الخاندرو خیمنز
الخاندرو خیمنز سانچز (انگلیسی: Álex Jiménez؛ زادهٔ ۸ مهٔ ۲۰۰۵) بازیکن فوتبال اهل اسپانیا است که برای باشگاه میلان بازی می‌کند.
وی همچنین در تیم‌های ملی فوتبال زیر ۱۵ سال اسپانیا، زیر ۱۷ سال اسپانیا و زیر ۱۹ سال اسپانیا بازی کرده‌است.